# Lacconectus kelantanensis
Lacconectus kelantanensis is een keversoort uit de familie waterroofkevers (Dytiscidae). De wetenschappelijke naam van de soort is voor het eerst geldig gepubliceerd in 2005 door Brancucci & Hendrich.